# Диабелли, Антон
Антон Диабелли (нем. Anton Diabelli; 6 сентября 1781, Матзее — 7 апреля 1858, Вена) — австрийский композитор, редактор и издатель музыкальных произведений. При жизни более известный как издатель, сегодня его в первую очередь помнят как композитора вальса, на который Людвиг ван Бетховен написал свой набор из тридцати трёх «Вариаций Диабелли».

## Биография
Родился 6 сентября 1781 года в Матзее около Зальцбурга. Способности к музыке имел с детства, пел в хоре мальчиков Зальцбурга и, возможно, брал уроки музыки у Михаэля Гайдна. К девятнадцати годам Диабелли уже был автором нескольких композиций, в том числе шести месс. Он, однако, обучался на священника и в 1800 году перешёл в монастырь в Баварии, где оставался до 1803 года, когда все монастыри в этой стране были закрыты.
В 1803 году переехал в Вену и начал преподавать игру на фортепиано и гитаре, устроившись также работать корректором в музыкальное издательство. В 1809 году сочинил оперетту, в 1817 году начал своё дело по изданию музыкальных произведений, а спустя год основал издательскую фирму вместе с Пьетро Каппи, которая вскоре стала очень известна как в широких кругах, поскольку издавала музыкальные произведения, которые многие могли играть у себя дома, так и в профессиональных. В 1824 году партнёрство Диабелли и Каппи было прекращено, и Диабелли создал собственный издательский дом, который продолжал расширять до выхода в отставку в 1851 году. Умер в Вене.
Творческое наследие Диабелли включает одну оперетту (Adam in der Klemme), ряд месс, песен и большое количество произведений для фортепиано и гитары. Он также известен как крупнейший издатель произведений Шуберта.